# Jorge Guillén

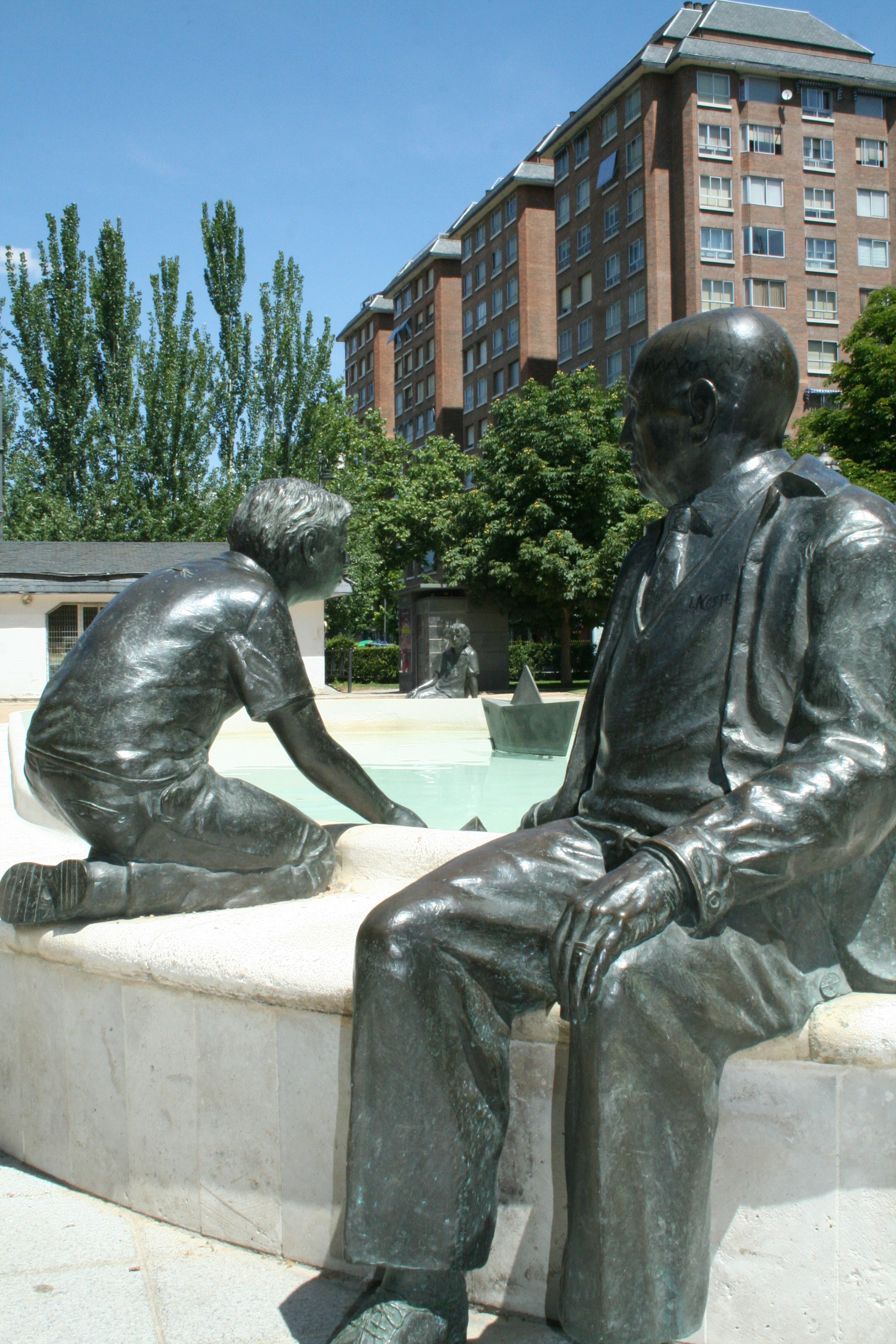
Jorge Guillén en de jeugd, standbeeld in Valladolid.

Jorge Guillén y Álvarez (Valladolid, 18 januari 1893 - Málaga, 6 februari 1984) was een Spaans dichter. Hij behoorde tot de Generatie van '27.

## Leven
Guillén studeerde filosofie en Spaanse literatuur in Madrid, maar ook in Zwitserland en Duitsland. Van 1917 tot 1923 doceerde hij Spaans aan de Sorbonne te Parijs. Terug in Spanje kwam hij in contact met jongere dichters zoals Rafael Alberti en Federico García Lorca, met wie hij -samen ook met zijn vriend Pedro Salinas- de Generatie van '27 oprichtte. Vanaf 1925 zou hij doceren aan diverse vooraanstaande universiteiten, eerst aan de Universiteit van Murcia, van 1929 tot 1932 aan de Universiteit van Oxford en daarna aan de Universiteit van Sevilla. In 1938, tijdens de Spaanse Burgeroorlog, ging hij in ballingschap, aanvankelijk naar Canada en in 1941 naar de Verenigde Staten, waar hij doceerde aan Wellesley College. Na zijn pensionering in 1957 keerde hij terug naar Europa, eerst naar Florence en in 1976, na de dood van Franco, naar Málaga, waar hij in 1984 overleed, 91 jaar oud.

## Werk
Guillén schreef vooral sterk lyrisch poëzie, vanuit een grote, soms bijna jubelende levensaanvaarding. Zijn bekendste werk is Cántico (lofzang, 1928), waarvan de eerste versie 75 gedichten telde en de laatste 334. Zijn poëzie is klassiek geaard, met veel aandacht voor het metrum, en esthetiek. Belangrijke thema's waren de schoonheid van de wereld en de jeugd. Zijn beroemd geworden zinsnede De lucht is diep kan als typerend worden beschouwd.
Na de Spaanse Burgeroorlog evolueerde het dichterschap naar wat meer donkere poëzie, met veel aandacht voor de diepste roerselen van de mens en de samenleving waarin hij leeft. Het meest treffende voorbeeld daarvan is de trilogie Clamor ( Klaagzang, 1957, 1960, 1963), dat als het ware een pendant vormt van Cántico.
Guillén was ook een vooraanstaand criticus en essayist. In 1976 won hij de Cervantesprijs.